# Hydroides trilobulus
Hydroides trilobulus är en ringmaskart som beskrevs av Chen och Wu 1978. Hydroides trilobulus ingår i släktet Hydroides och familjen Serpulidae. Inga underarter finns listade i Catalogue of Life.